# Női 40 kg-os cselgáncs a 2015. évi nyári európai ifjúsági olimpiai fesztiválon
A 2015. évi nyári európai ifjúsági olimpiai fesztiválon a cselgáncs versenyszámokat Tbilisziben rendezték. A női 40 kilogrammos cselgáncs viadalokat július 28.-án rendezték.

## Mérkőzések
|  | Negyeddöntők         | Negyeddöntők         | Negyeddöntők |  |  | Elődöntők           | Elődöntők           | Elődöntők           |                     |        | Döntő           | Döntő           | Döntő  |  |
|  |                      |                      |              |  |  |                     |                     |                     |                     |        |                 |                 |        |  |
|  |                      |                      |              |  |  | Vasiliki Kourri     | Vasiliki Kourri     | 000(1)              |                     |        |                 |                 |        |  |
|  | Shafag Hamidova      | Shafag Hamidova      | 101(0)       |  |  | Shafag Hamidova     | Shafag Hamidova     | 001(2)              |                     |        |                 |                 |        |  |
|  | Tsvetomira Dimitrova | Tsvetomira Dimitrova | 000(0)       |  |  |                     |                     |                     |                     |        | Shafag Hamidova | Shafag Hamidova | 001(0) |  |
|  |                      |                      |              |  |  |                     |                     | Anastasiia Kuterina | Anastasiia Kuterina | 001(1) |                 |                 |        |  |
|  |                      |                      |              |  |  | Arianna Galliani    | Arianna Galliani    | 000(1)              |                     |        |                 |                 |        |  |
|  | Anastasiia Kuterina  | Anastasiia Kuterina  | 100(0)       |  |  | Anastasiia Kuterina | Anastasiia Kuterina | 101(1)              |                     |        |                 |                 |        |  |
|  | Laya Massume Meister | Laya Massume Meister | 000(0)       |  |  |                     |                     |                     |                     |        |                 |                 |        |  |

Vigaszág
|  |                      |                      |        |
|  | Bronzmérkőzés        |                      |        |
|  |                      |                      |        |
|  |                      |                      |        |
|  | Tsvetomira Dimitrova | Tsvetomira Dimitrova | 000(0) |
|  | Tsvetomira Dimitrova | Tsvetomira Dimitrova | 000(0) |
|  | Arianna Galliani     | Arianna Galliani     | 100(0) |
|  | Arianna Galliani     | Arianna Galliani     | 100(0) |
|  |                      |                      |        |
|  | Laya Massume Meister | Laya Massume Meister | 000(3) |
|  | Laya Massume Meister | Laya Massume Meister | 000(3) |
|  | Vasiliki Kourri      | Vasiliki Kourri      | 000(0) |
|  | Vasiliki Kourri      | Vasiliki Kourri      | 000(0) |

## Végeredmény
| Helyezés | Név                  | Nemzet       |
| -------- | -------------------- | ------------ |
| Arany    | Shafag Hamidova      | Azerbajdzsán |
| Ezüst    | Anastasiia Kuterina  | Oroszország  |
| Bronz    | Arianna Galliani     | Olaszország  |
| Bronz    | Vasiliki Kourri      | Ciprus       |
| 5.       | Tsvetomira Dimitrova | Bulgária     |
| 5.       | Laya Massume Meister | Németország  |